# Stefan Szenberg
Stefan Szenberg (ur. 19 września 1937) – polski brydżysta, Mistrz Międzynarodowy (PZBS), Seniors International Master (WBF), European Master (EBL), zawodnik RAG AZS PWR VII Wrocław.

## Wyniki brydżowe

### Olimiady
Na Olimpiadach osiągnął następujące rezultaty:
| Olimpiady brydżowe | Olimpiady brydżowe | Olimpiady brydżowe  | Olimpiady brydżowe | Olimpiady brydżowe | Olimpiady brydżowe |
| Rok                | Miejsce            | Zawody              | Kategoria          | Drużyna            | Pozycja            |
| ------------------ | ------------------ | ------------------- | ------------------ | ------------------ | ------------------ |
| 2000               | Maastricht         | 11 Olimpiada Teamów | Seniorzy           | Poland             | 10                 |

### Zawody światowe
W światowych zawodach teamów zdobył następujące lokaty:
| Zawody Światowe. Konkurencja teamów | Zawody Światowe. Konkurencja teamów | Zawody Światowe. Konkurencja teamów                     | Zawody Światowe. Konkurencja teamów | Zawody Światowe. Konkurencja teamów | Zawody Światowe. Konkurencja teamów |
| Rok                                 | Miejsce                             | Zawody                                                  | Kategoria                           | Drużyna                             | Pozycja                             |
| ----------------------------------- | ----------------------------------- | ------------------------------------------------------- | ----------------------------------- | ----------------------------------- | ----------------------------------- |
| 2006                                | Werona                              | 12. Mistrzostwa Świata                                  | Seniorzy                            | Szenberg                            | 5                                   |
| 2005                                | Estoril                             | 37. Mistrzostwa Świata Teamów                           | Trans                               | Goraco                              | 30                                  |
| 2002                                | Montreal                            | 11. Mistrzostwa Świata                                  | Seniorzy                            | Markowicz                           | 13                                  |
| 2001                                | Paryż                               | 35. Mistrzostwa Świata Teamów                           | Trans                               | Stobiecki                           | 51                                  |
| 2001                                | Paryż                               | 35. Mistrzostwa Świata Teamów                           | Seniorzy                            | Poland                              | 2                                   |
| 2000                                | Southampton                         | 34. Mistrzostwa Świata Teamów                           | Trans                               | Roudinesco                          | 38                                  |
| 2000                                | Southampton                         | 34. Mistrzostwa Świata Teamów Pokazowy Turniej Seniorów | Seniorzy                            | Poland                              | 1                                   |
| 1998                                | Lille                               | 10. Mistrzostwa Świata                                  | Seniorzy                            | Szenberg                            | 2                                   |

| Zawody Światowe. Konkurencja par | Zawody Światowe. Konkurencja par | Zawody Światowe. Konkurencja par | Zawody Światowe. Konkurencja par | Zawody Światowe. Konkurencja par | Zawody Światowe. Konkurencja par |
| Rok                              | Miejsce                          | Zawody                           | Kategoria                        | Partner                          | Pozycja                          |
| -------------------------------- | -------------------------------- | -------------------------------- | -------------------------------- | -------------------------------- | -------------------------------- |
| 2006                             | Werona                           | 12. Mistrzostwa Świata           | Seniorzy                         | Mirosław Miłaszewski             | 49                               |
| 2002                             | Montreal                         | 11. Mistrzostwa Świata           | Seniorzy                         | Jerzy Zaremba                    | 16                               |

### Zawody europejskie
W europejskich zawodach zdobył następujące lokaty:
| Zawody europejskie. Konkurencja teamów | Zawody europejskie. Konkurencja teamów | Zawody europejskie. Konkurencja teamów | Zawody europejskie. Konkurencja teamów | Zawody europejskie. Konkurencja teamów | Zawody europejskie. Konkurencja teamów |
| Rok                                    | Miejsce                                | Zawody                                 | Kategoria                              | Drużyna                                | Pozycja                                |
| -------------------------------------- | -------------------------------------- | -------------------------------------- | -------------------------------------- | -------------------------------------- | -------------------------------------- |
| 2009                                   | San Remo                               | 4. Otwarte Mistrzostwa Europy          | Seniorzy                               | Goraco                                 | 3                                      |
| 2005                                   | Teneryfa                               | 2. Otwarte Mistrzostwa Europy          | Seniorzy                               | Szenberg                               | 2                                      |
| 2003                                   | Mentona                                | 1. Otwarte Mistrzostwa Europy          | Seniorzy                               | Szenberg                               | 21                                     |
| 1999                                   | Malta                                  | 44. Mistrzostwa Europy Teamów          | Seniorzy                               | Poland 2                               | 8                                      |
| 1997                                   | Montecatini                            | 43. Mistrzostwa Europy Teamów          | Seniorzy                               | Poland B                               | 2                                      |
| 1995                                   | Vilamoura                              | 42. Mistrzostwa Europy Teamów          | Seniorzy                               | Poland 1                               | 2                                      |

| Zawody europejskie. Konkurencja par | Zawody europejskie. Konkurencja par | Zawody europejskie. Konkurencja par | Zawody europejskie. Konkurencja par | Zawody europejskie. Konkurencja par | Zawody europejskie. Konkurencja par |
| Rok                                 | Miejsce                             | Zawody                              | Kategoria                           | Partner                             | Pozycja                             |
| ----------------------------------- | ----------------------------------- | ----------------------------------- | ----------------------------------- | ----------------------------------- | ----------------------------------- |
| 2009                                | San Remo                            | 4. Otwarte Mistrzostwa Europy       | Seniorzy                            | Mirosław Miłaszewski                | 15                                  |
| 2005                                | Teneryfa                            | 2. Otwarte Mistrzostwa Europy       | Seniorzy                            | Mirosław Miłaszewski                | 27                                  |
| 2003                                | Mentona                             | 1. Otwarte Mistrzostwa Europy       | Seniorzy                            | Włodzimierz Wala                    | 12                                  |
| 1999                                | Warszawa                            | 10. Mistrzostwa Europy Par          | Seniorzy                            | Jerzy Russyan                       | 168                                 |
| 1995                                | Rzym                                | 8. Mistrzostwa Europy Par           | Open                                | Andrzej Wilkosz                     | 195                                 |
| 1993                                | Bielefeld                           | 4. Mistrzostwa Europy Par           | Seniorzy                            | Andrzej Wilkosz                     | 31                                  |

## Klasyfikacje brydżowe
- Stefan Szenberg – klasyfikacja PZBS
- Stefan Szenberg – klasyfikacja EBL (ang.)
- Stefan Szenberg – klasyfikacja WBF (ang.)